# 卡斯泰尔莫龙达尔布雷
卡斯泰尔莫龙-达尔布雷（法語：Castelmoron-d'Albret，法語發音：[kastɛlmɔʁɔ̃ dalbʁɛ]）是法国吉伦特省的一个市镇，属于朗贡区。卡斯泰尔莫龙-达尔布雷仅有0.04平方公里，是法国面积最小的市镇。

## 地理
卡斯泰尔莫龙-达尔布雷（44°40'46"N, 0°0'42"W）面积0.04 平方千米，位于法国新阿基坦大区吉倫特省，该省份为法国西南部沿海省份，是法國本土面积最大的省，北起滨海夏朗德省，西临大西洋，南至朗德省，东南接洛特-加龍省，东临多爾多涅省。
与卡斯泰尔莫龙-达尔布雷接壤的市镇（或旧市镇、城区）包括：科蒙、里蒙、圣马丹迪皮。
卡斯泰尔莫龙-达尔布雷的时区为UTC+01:00、UTC+02:00（夏令时）。

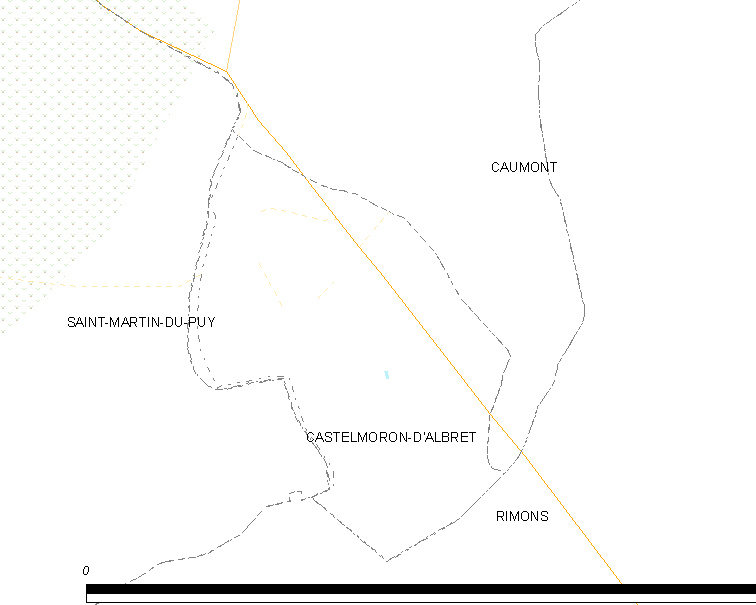
卡斯泰尔莫龙-达尔布雷的OSM定位图

## 行政
卡斯泰尔莫龙-达尔布雷的邮政编码为33540，INSEE市镇编码为33103。

## 政治
卡斯泰尔莫龙-达尔布雷所属的省级选区为勒雷奥莱-莱巴斯蒂德县。

## 人口
卡斯泰尔莫龙-达尔布雷于2022年1月1日时的人口数量为51人。

1962-2008年间卡斯泰尔莫龙-达尔布雷人口变化图示